# Gobiodon
Gobiodon – rodzaj ryb z rodziny babkowatych.

## Klasyfikacja
Gatunki zaliczane do tego rodzaju:
| - Gobiodon acicularis - Gobiodon albofasciatus - Gobiodon albolineatus - Gobiodon atrangulatus - Gobiodon brochus - Gobiodon ceramensis - Gobiodon citrinus - Gobiodon erythrospilus | - Gobiodon fulvus - Gobiodon heterospilos - Gobiodon histrio - Gobiodon micropus - Gobiodon multilineatus - Gobiodon oculolineatus - Gobiodon okinawae | - Gobiodon prolixus - Gobiodon quinquestrigatus - Gobiodon reticulatus - Gobiodon rivulatus - Gobiodon spilophthalmus - Gobiodon unicolor - Gobiodon winterbottomi |

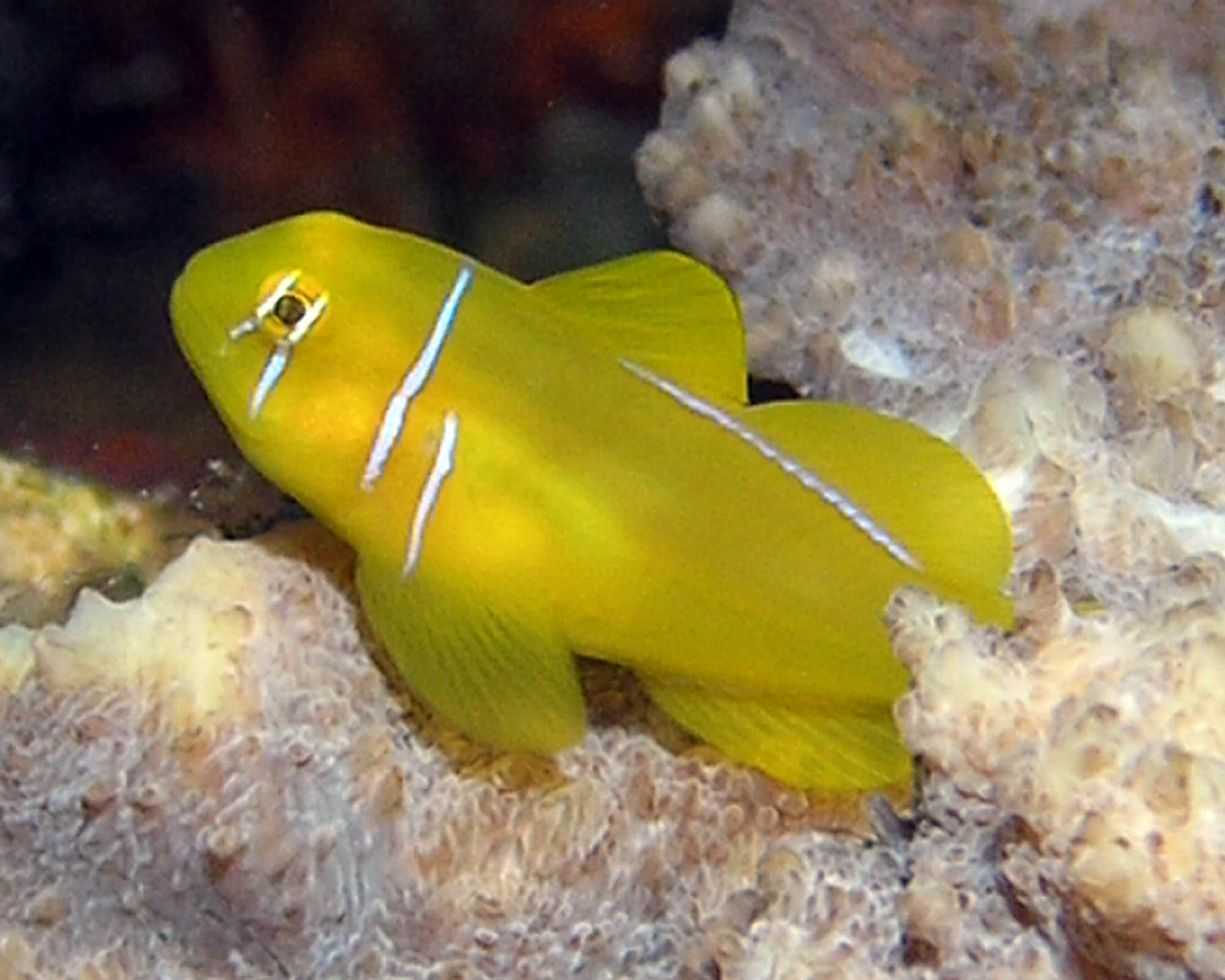
Gobiodon citrinus
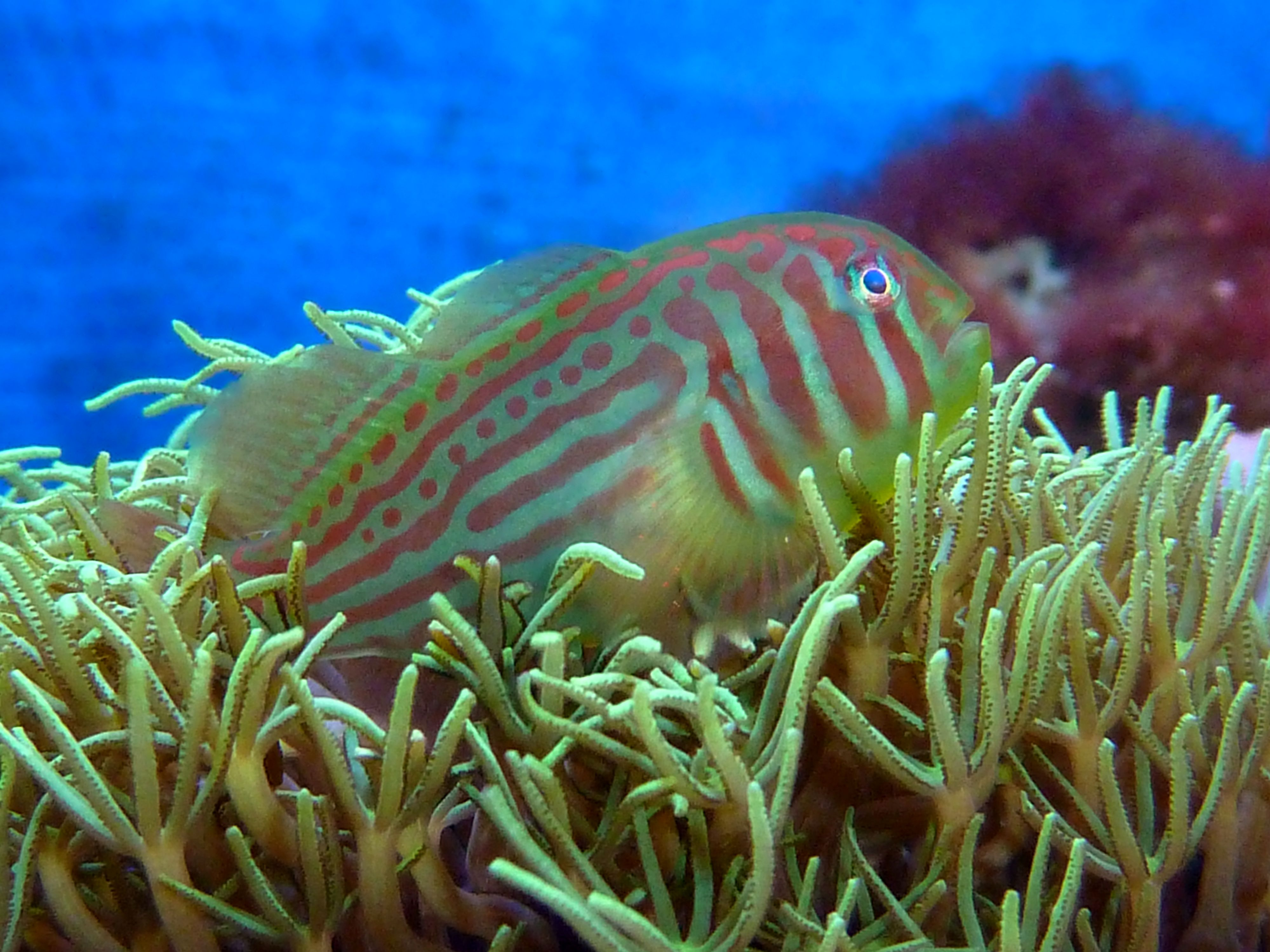
Gobiodon histrio